# دریاچه توفان
دریاچه توفان (به لاتین: Tufan Lake) یک دریاچه کوهستانی در جمهوری آذربایجان است که در شهرستان قوبا واقع شده‌است.